# Takurō Ōno
Takurō Ōno (大野拓朗?; Tokyo, 14 novembre 1988) è un attore giapponese.

## Biografia
Nato a nel quartiere di Itabashi a Tokyo e cresciuto a Saitama, ha studiato scienze motorie e sportive all'Università Rikkyo.
Dopo l'esordio sul grande schermo nel 2010, ha recitato regolarmente al cinema, apparendo in oltre una dozzina di film, tra cui Black Butler, Survival Family e Liar Game: Reborn. In campo televisivo invece è noto soprattutto per il ruolo di Shunsuke Fujimura in Bull Doctor, mentre come doppiatore ha presentato la voce a diversi videogiochi, tra cui Renegade.
Attivo prevalentemente in campo teatrale, è un prolifico interprete di musical e opere di prosa. Nel 2012 ha interpretato Rodolfo d'Asburgo-Lorena in Elisabeth das Musical al Teatro Imperiale di Tokyo, nel 2018 è stato Cristiano nel Cyrano de Bergerac al Teatro Nissay. Nel 2020 ha interpretato il co-protagonista Leo Bloom nel musical The Producers di Mel Brooks al Tokyu Theatre Orb, mentre l'anno seguente è stato il co-protagonista Billy nel musical Anything Goes di Cole Porter al Teatro Meiji-za. Nel 2023 ha interpretato l'eponimo protagonista nel Phantom di Arthur Kopit all'Umeda Arts Theatre e nello stesso anno ha fatto il suo esordio sulle scene londinesi nel musical Pacific Overtures di Stephen Sondheim, in cartellone alla Menier Chocolate Factory.

## Filmografia parziale

### Cinema
- Liar Game: Reborn (ライアーゲーム-再生), regia di Hiroaki Matsuyama (2012)
- Black Butler (黒執事), regia di Kentarō Ōtani e Keiichi Sato (2014)
- Survival Family (サバイバルファミリー), regia di Shinobu Yaguchi (2016)

### Televisione
- Bull Doctor – serie TV, 11 episodi (2011)